# Нікос Захаріадіс
Нікос Захаріадіс (грец. Νίκος Ζαχαριάδης; 27 квітня 1903 — 1 серпня 1973) — видатний діяч грецького робітничого руху, генеральний секретар Комуністичної партії Греції з 1931 до 1956 року.

## Життєпис
Народився в родині тютюника, з юнацьких років працював у порту вантажником, брав участь у страйках. Закінчив московський Комуністичний університет трудящих Сходу. З 1936 до 1945 року неодноразово був бранцем грецьких в'язниць і німецьких концентраційних таборів. У травні 1945 повернувся з німецького табору Дахау, виступив перед 200 000 прибічників. У громадянській війні 1946–1949 років командував Визвольною армією. Та війна завершилась поразкою армії Захаріадіса та встановленням правління військової хунти. Захаріадис разом зі штабом КПГ переїхав до Албанії, потім — до Бухареста. Підтримав Сталіна, різко виступивши проти Тіто.
7-й розширений Пленум ЦК КПГ (18-24 лютого 1957) ухвалив рішення вивести Захаріадіса зі складу центрального комітету та виключити його з лав партії «як антипартійного, фракціоністського, антиінтернаціоналістського, ворожого елемента». Після цього він вирушив у заслання до Боровичів Новгородської області (СРСР), де працював начальником лісового господарства під ім'ям Миколи Ніколаєва, потім переїхав до Тюменської області. 16 липня 1970 року був визнаний політичним емігрантом. Після цього був переведений до Сургута, де 1 серпня 1973 року повісився.
Був похований в Тюмені. 1991 перепохований в Афінах.
2 жовтня 2011 року Комуністична партія Греції офіційно реабілітувала й відновила в партії Нікоса Захаріадіса